# Roupie de la Nouvelle-Guinée occidentale
Pour les articles homonymes, voir Roupie.
La roupie (en indonésien, rupiah) est l'ancienne monnaie de la Nouvelle-Guinée occidentale, de 1963 à 1973, territoire occupé à cette époque par l'Indonésie, puis « intégré » à son territoire. 

## Histoire monétaire
Les Pays-Bas quittent la Nouvelle-Guinée occidentale en 1962, laissant l'armée indonésienne prendre place dans leur ancienne colonie appelée Nouvelle-Guinée néerlandaise depuis 1949. L'Autorité exécutive temporaire des Nations unies fait figure de tampon diplomatique à partir d'octobre 1962, inaugurant une période de conflits séparatistes avec les populations autochtones.
Le florin de la Nouvelle-Guinée néerlandaise circulant est remplacé, depuis Jakarta, par une monnaie propre à cette région, appelée en indonésien Irian Barat rupiah, divisée en 100 sens. Son taux de conversion est de 18,90 roupies indonésiennes pour une roupie néo-guinéenne, laquelle est à parité avec le florin. 
Sur le plan financier, un décret monétaire indonésien publié à partir de mai 1963 légalise cette monnaie, en même temps que les Nations-Unies s'entendent sur le fait que l'Indonésie peut transformer cette ancienne colonie en province indonésienne. 

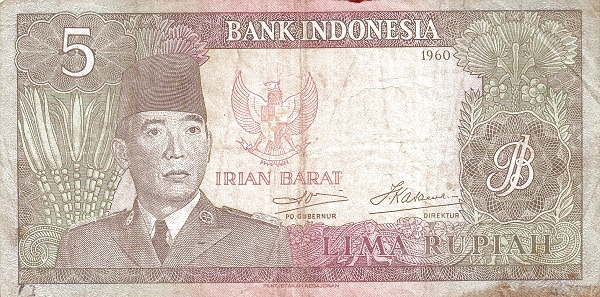
Billet de 5 roupies figurant la mention de l'Irian Barat, et le portrait de Soekarno (type 1960, avers).

Des coupures sont alors imprimées par l'entreprise PN Pertjetakan Kebajoran (Jakarta), contremarquées avec la mention Irian Barat sous les armes indonésiennes, pour des valeurs de 5, 10 et 100 roupies, qui sont en réalité des types de billets indonésiens émis en 1960. Des pièces de monnaie spécifiques de 1, 5, 10, 25 et 50 sens sont frappées en aluminium au millésime 1962. Le gouvernement indonésien fait ensuite imprimer des billets de 1 et 2,5 roupies, simples coupures en roupies indonésiennes émises par la Banque d'Indonésie et contremarquées au recto avec la mention Irian Barat en noir ou en jaune. 
La même stratégie est appliquée pour le territoire de Riau.
En 1965, la roupie indonésienne s'effondre du fait d'une hyperinflation. Une nouvelle roupie indonésienne (rupiah baru) est créée au taux de 1 000 contre 1. La nouvelle roupie se stabilisant, elle a de nouveau cours légal en Nouvelle-Guinée occidentale à compter de février 1971 au taux d'échange initial de 1962. La roupie de Nouvelle-Guinée occidentale est supprimée par l'Indonésie en avril 1973.